# Extremo Oriente

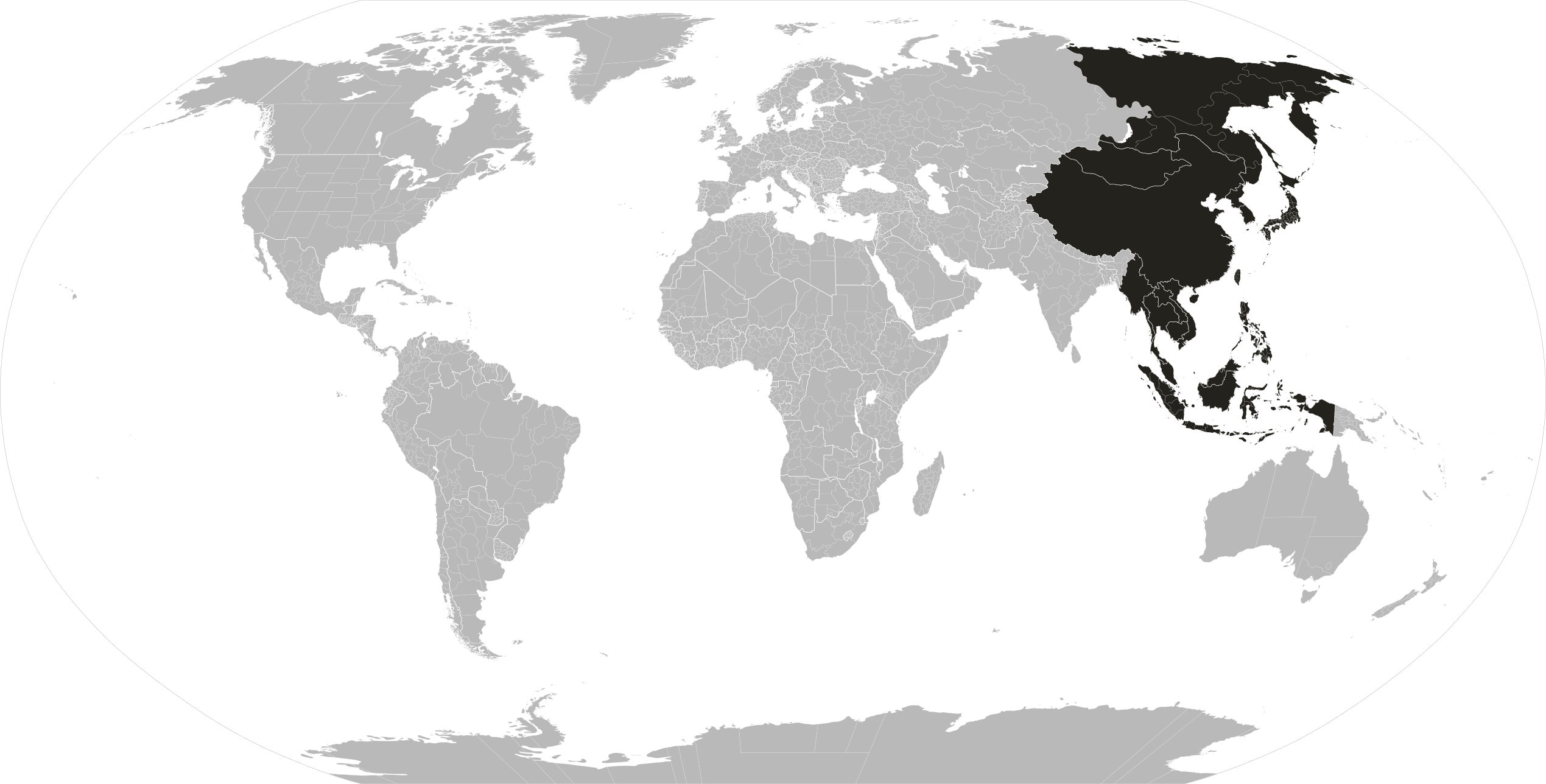
A localização geográfica do Extremo Oriente.

O Extremo Oriente é uma sub-região da Ásia, localizado a leste do continente asiático ou Ásia Oriental. Com uma área de aproximadamente 6 640 000 km², ocupa perto de 15% do continente.
Tradicionalmente, é composto por seguintes países:
- Extremo Oriente Russo (Iacútia, Kamtchatka, Krai de Primorie, Krai de Khabarovsk, Oblast Autônomo Judaico, Oblast de Amur, Oblast de Magadan, Tchukotka e Sacalina)
- Brunei
- Camboja
- China (as províncias autónomas de Tibete, Qinghai e Xinjiang fazem parte da Ásia Central; Macau é região administrativa da China[1])
- Coreia do Norte
- Coreia do Sul
- Filipinas
- Hong Kong
- Indonésia
- Japão
- Laos
- Macau
- Malásia
- Mongólia (eventualmente considerada integrante do Extremo Oriente e outras vezes como parte da Ásia Central)
- Myanmar
- Singapura
- Tailândia
- Taiwan
- Timor-Leste
- Vietnã

Mais de 1,5 bilhão de pessoas (cerca de 40% dos asiáticos ou um quinto da população do mundo) vivem no Extremo Oriente, o que faz dessa região uma das mais populosas do mundo, com uma densidade demográfica de 210 habitantes por km², ou seja, mais de cinco vezes a média mundial.

## Geografia
Esta área da Ásia apresenta, em grande parte do território, clima do tipo temperado, por estar majoritariamente a norte do Trópico de Câncer. Exceções são a China meridional, Taiwan, a Indochina e toda área insular (Malásia, Indonésia e Filipinas), todas sob influência da zona intertropical (tórrida), que recebe uma quantidade maior de incidência de luz solar.